# Se l'amore è amore...
Se l'amore è amore... è una raccolta di successi di Antonello Venditti, pubblicato nel 2001.

## Tracce
Testi e musiche di Antonello Venditti, eccetto dove indicato.
1. Mitico amore (A. Venditti, M. Colucci)
2. Che tesoro che sei (A. Venditti, L. Pardo)
3. Ci vorrebbe un amico
4. Le tue mani su di me
5. Ogni volta
6. C'è un cuore che batte nel cuore
7. Notte prima degli esami
8. Dimmelo tu cos'è
9. Una stupida e lurida storia d'amore
10. Alta Marea - 5.35 (N. Finn, A. Venditti)
11. Vento selvaggio
12. Ricordati di me
13. Qui
14. Amici mai
15. V.A.S.T. (A. Venditti, L. Pardo, C. Fadini)
16. In qualche parte del mondo

## Classifiche

### Classifiche settimanali
| Classifica (2000) | Posizione massima |
| ----------------- | ----------------- |
| Italia            | 5                 |
| Svizzera          | 85                |

### Classifiche di fine anno
| Classifica (2001) | Posizione |
| ----------------- | --------- |
| Italia            | 27        |